# Aurora (chanteuse)
Pour les articles homonymes, voir Aurora.
 (janvier 2025).
Si vous disposez d'ouvrages ou d'articles de référence ou si vous connaissez des sites web de qualité traitant du thème abordé ici, merci de compléter l'article en donnant les références utiles à sa vérifiabilité et en les liant à la section « Notes et références ».
Aurora Aksnes dite AURORA, née le 15 juin 1996 à Stavanger (Norvège), est une auteure-compositrice-interprète, musicienne et productrice norvégienne.
Après avoir sorti un premier single en 2013, elle signe chez Decca Records en septembre 2014. Elle sort en 2015 le tube Runaway (en). Influencée par Bob Dylan et Leonard Cohen, sa voix n'est pas sans rappeler celle de la chanteuse islandaise Björk.
Elle sort les albums All My Demons Greeting Me as a Friend en 2016, Infections of a Different Kind (Step 1) (en) en 2018, A Different Kind of Human (Step 2) (en) en 2019, The Gods We Can Touch en 2022 et What Happened to the Heart? en 2024.

## Enfance
Aurora Aksnes est née le 15 juin 1996 à Stavanger, en Norvège. Elle a deux sœurs aînées : Miranda, maquilleuse, et Viktoria, créatrice de mode. Elle a grandi à Os, une municipalité près de Bergen. Son premier souvenir en lien avec la musique est celui d'un clavier, qu'elle avait retrouvé dans le grenier de la maison de ses parents, et du plaisir qu'elle avait en créant de la musique avec ce clavier. Dès ses six ans, elle s'amuse à inventer de petites mélodies et à partir de ses neuf ans les mots lui viennent et elle commence à écrire des paroles. À l'âge de dix ans, elle écrit ses premières chansons.[réf. nécessaire]
Ses parents ne l'ont jamais réellement poussée à se diriger vers une carrière musicale ni même à la pratique d'un instrument mais, en grandissant, elle commença peu à peu à produire ses propres créations et passa rapidement des reprises de compositeurs de musique classique à des compositions uniques. Elle cite notamment Leonard Cohen et Bob Dylan comme des musiciens l'ayant beaucoup influencée. Elle commença à se produire sous l'impulsion de sa mère, convaincue que la musique qu'Aurora écrivait pouvait aider les gens et ne devait être gardée pour elle : elle devait la partager.

## Carrière
C'est un an après sa première performance dans son lycée qu'Aurora Aksnes est repérée. Un des amis d'Aurora entend la chanson et en fait une copie pour la mettre sur un site de diffusion de musique norvégien. Made Management écoute la chanson et rapidement se met en contact avec la chanteuse. Elle signe avec la compagnie de management peu avant de signer avec les labels Glassnote et Decca en octobre 2014.[réf. nécessaire]
Aurora fait ses débuts en décembre 2012 avec la sortie de sa première chanson, Puppet. En mars 2014, elle publie Awakening, puis signe sur le label Decca Records. Son premier single sur ce label, Under Stars, sort en novembre 2014, suivi de Runaway (en) en février 2015. Ce dernier connaît un succès notable au Royaume-Uni, en particulier sur Spotify où il dépasse le million d'écoutes en seulement six semaines. Le titre reçoit des critiques élogieuses, aussi bien de la part des blogs musicaux que des médias spécialisés tels que New Musical Express[réf. nécessaire]. Aurora attire notamment l’attention de Katy Perry, qui lui exprime son admiration sur Twitter et assiste à l’un de ses concerts à Los Angeles, où elle prend le temps de la rencontrer.

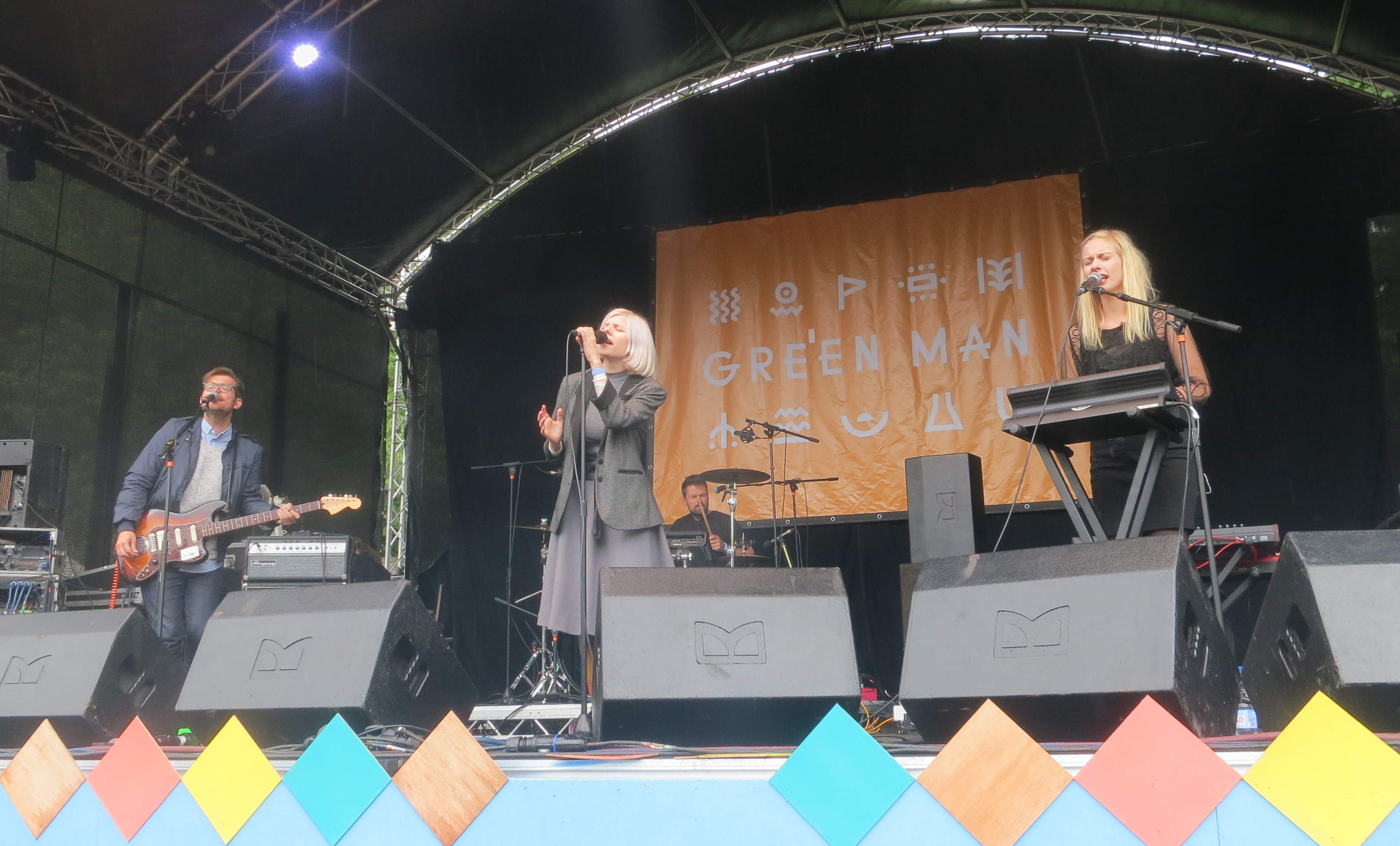
Aurora (centre) au Green Man Festival en août 2015.

Running with the Wolves sort en avril 2015 et attire l'attention des radios britanniques de la BBC comme la fameuse Radio One, la Radio Two et 6Music. Cette médiatisation la propulse dans les pages des personnalités à suivre de l'Independent et du Guardian, et l'amène à jouer dans de nombreux festivals européens, comme Way Out West en Suède, Wilderness et Green Man Festival au Royaume-Uni, ou encore les Vieilles Charrues en France,,,.
Le troisième single d'Aurora s'intitule Conqueror et sort en septembre 2015. Il reçoit également une vive acclamation de la presse, des radios et des blogs musicaux. La chanson est incluse dans la bande originale de FIFA 16, ainsi que dans le dernier épisode de la saison 3 de la série télévisée The Flash. Sa chanson Through the eyes of a child apparaît dans l'épisode 12 de la saison 4 de la série The 100. Elle joue en septembre un concert à guichet fermé en tête d'affiche à Londres et accompagne Of Monsters and Men dans un concert à Brixton en novembre.
En septembre 2018, Aurora publie l'EP Infections Of A Different Kind (Step 1), suivi en juin 2019 de son deuxième album A Different Kind of Human (Step 2), qui en est sa suite directe.
En 2019, elle participe à la bande originale du film La Reine des neiges 2, interprétant la voix additionnelle de plusieurs titres. Elle est aussi chanteuse du morceau The Eve of Destruction du groupe The Chemical Brothers.
Le 22 juin 2020, Apple utilise le morceau Daydreamer dans l'intro de la présentation WWDC20.
Le 21 janvier 2022, Aurora sort son troisième album, The Gods we can touch. Conçu dans un château français situé en Norvège avec son équipe, elle puise son inspiration dans la mythologie grecque, chaque chanson étant dédiée à une divinité de ce panthéon[réf. nécessaire].
Le 25 août 2023, Aurora interprète la chanson My Sails Are Set, issue de la bande originale de la série en prise de vues réelles One Piece. Le titre est composé et écrit par Sonya Belousova et Giona Ostinelli (en), connus notamment pour la bande originale de la série The Witcher.
Son quatrième album, intitulé What Happened To The Heart?, sort le 7 juin 2024. Au mois d'avril de l'année suivante, elle annonce sur son compte Instagram la sortie d'une version deluxe de son quatrième album à paraître pour le 2 mai 2025.

## Influences
En septembre 2015, quand une journaliste du magazine Vice lui demande qui est son modèle féminin dans l'industrie de la musique, Aurora cite Kate Bush et Björk.
En août 2018, elle cite également Enya, Bob Dylan et Leonard Cohen parmi ses influences.

## Discographie

### Albums studio
- 2016 : All My Demons Greeting Me as a Friend
- 2018 : Infections of a Different Kind (Step 1) (en)
- 2019 : A Different Kind of Human (Step 2) (en)
- 2022 : The Gods We Can Touch
- 2024 : What Happened to the Heart?

### EP
- 2015 : Running with the Wolves
- 2015 : Room 17 5/8/2015

### Singles
- 2013 : Awakening
- 2014 : Under Stars
- 2015 : Runaway (en)
- 2015 : Running with the Wolves
- 2015 : Murder Song (5,4,3,2,1)
- 2015 : Half the World Away
- 2016 : Conqueror
- 2016 : I Went Too Far
- 2016 : Winter Bird
- 2018 : Queendom
- 2018 : Forgotten Love
- 2019 : Animal
- 2019 : The Seed
- 2019 : The River
- 2019 : Apple Tree
- 2019 : Daydreamer
- 2019 : Into the Unknown (with Idina Menzel)
- 2020 : Exist for Love
- 2020 : The Secret Garden
- 2020 : Stjernestøv
- 2021 : Cure for Me
- 2021 : Giving In to the Love
- 2021 : Heathens
- 2022 : A Dangerous Thing
- 2022 : Everything Matters (featuring Pomme)
- 2022 : A Temporary High
- 2022 : The Woman I am
- 2023 : Your Blood
- 2024 : The Conflict Of The Mind
- 2024 : Some Type Of Skin
- 2025 : Runaway (Orchestral)
- 2025 : The Flood